# Asyl voor Oude en Gebrekkige Zeelieden
Het Asyl voor Oude en Gebrekkige Zeelieden is een hofje bestaande uit 14 woningen in de plaats Brielle, in de Nederlandse provincie Zuid-Holland. Het werd in opdracht van de Hoofdcommissie van de herdenking van 1572-1872 te Brielle naar ontwerp van C. Outshoorn in neo-renaissancestijl gebouwd. Koning Willem III legde op 1 april 1872 de eerste steen.
Het complex heeft een L-vormige plattegrond terwijl het oorspronkelijke ontwerp een U-vormige plattegrond had. De westelijke vleugel werd nooit gerealiseerd.

## Beeld
Midden in het plantsoen op het Asylplein staat een bronzen standbeeld op een natuurstenen sokkel met opschrift 1572 LIBERTAS PRIMITIAE 1872. 'De Zeenimph', zoals het beeld heet, rijst levengroot op uit zee met in haar rechterhand een vlag met het wapen van de Oranjes. Met de andere hand wijst ze naar de Maasmonding van waaruit de watergeuzen in 1572 Den Briel veroverden. Het beeld is vervaardigd naar ontwerp van J.Ph. Koelman en werd onthuld in september 1873.
Hofje en beeld zijn erkend als rijksmonument.

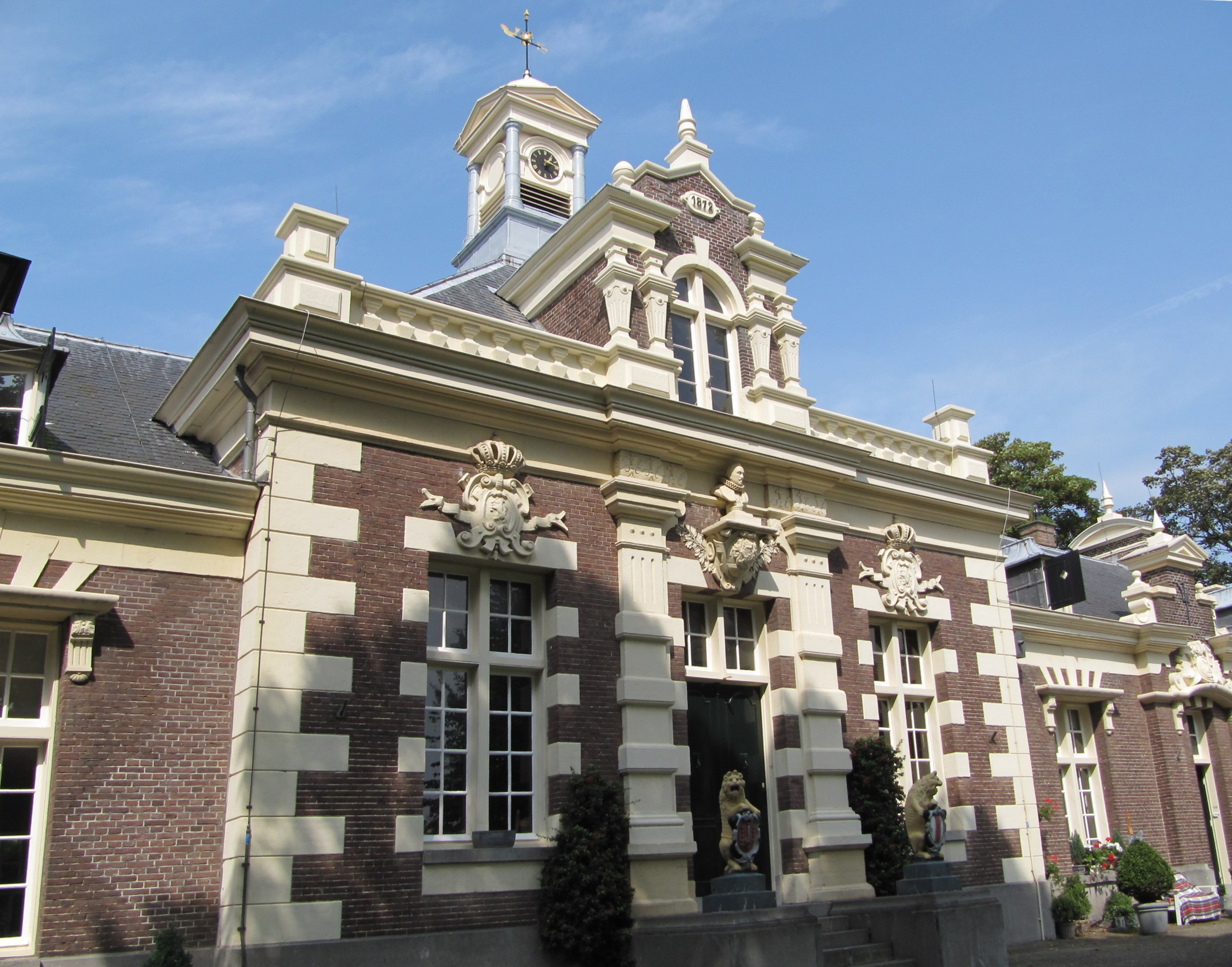
Hoofdvleugel
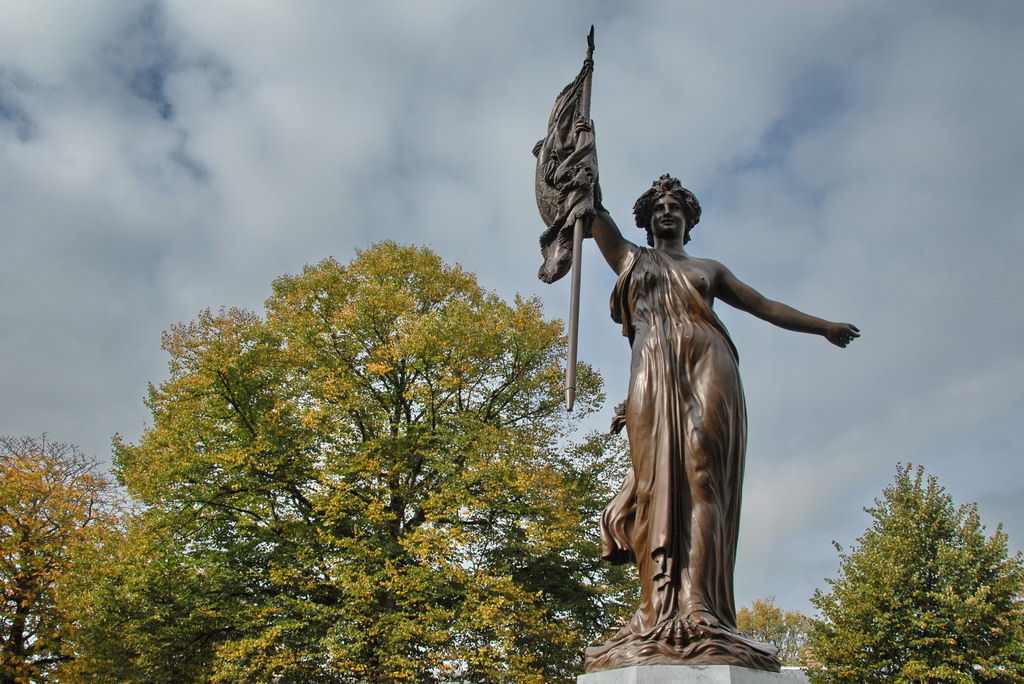
Zeenymph met vlag